# الکساندر ون اودنااردن
الکساندر ون اودنااردن (انگلیسی: Alexander van Oudenaarden؛ زادهٔ ۱۹ مارس ۱۹۷۰) دانشمند در زمینه زیست‌فیزیک، زیست‌شناسی دستگاه‌ها، و زیست‌شناسی مصنوعی اهل پادشاهی هلند است.
وی همچنین برندهٔ جوایزی همچون جایزه اسپینوزا و کمک‌هزینه گوگنهایم شده‌است.